# Ingo Maurer
Pour les articles homonymes, voir Maurer.
Ingo Maurer, né le 12 mai 1932 dans l'île de Reichenau du lac de Constance et mort le 21 octobre 2019 à Munich, est un designer  et un entrepreneur allemand spécialisé dans l'éclairage contemporain.

## Biographie

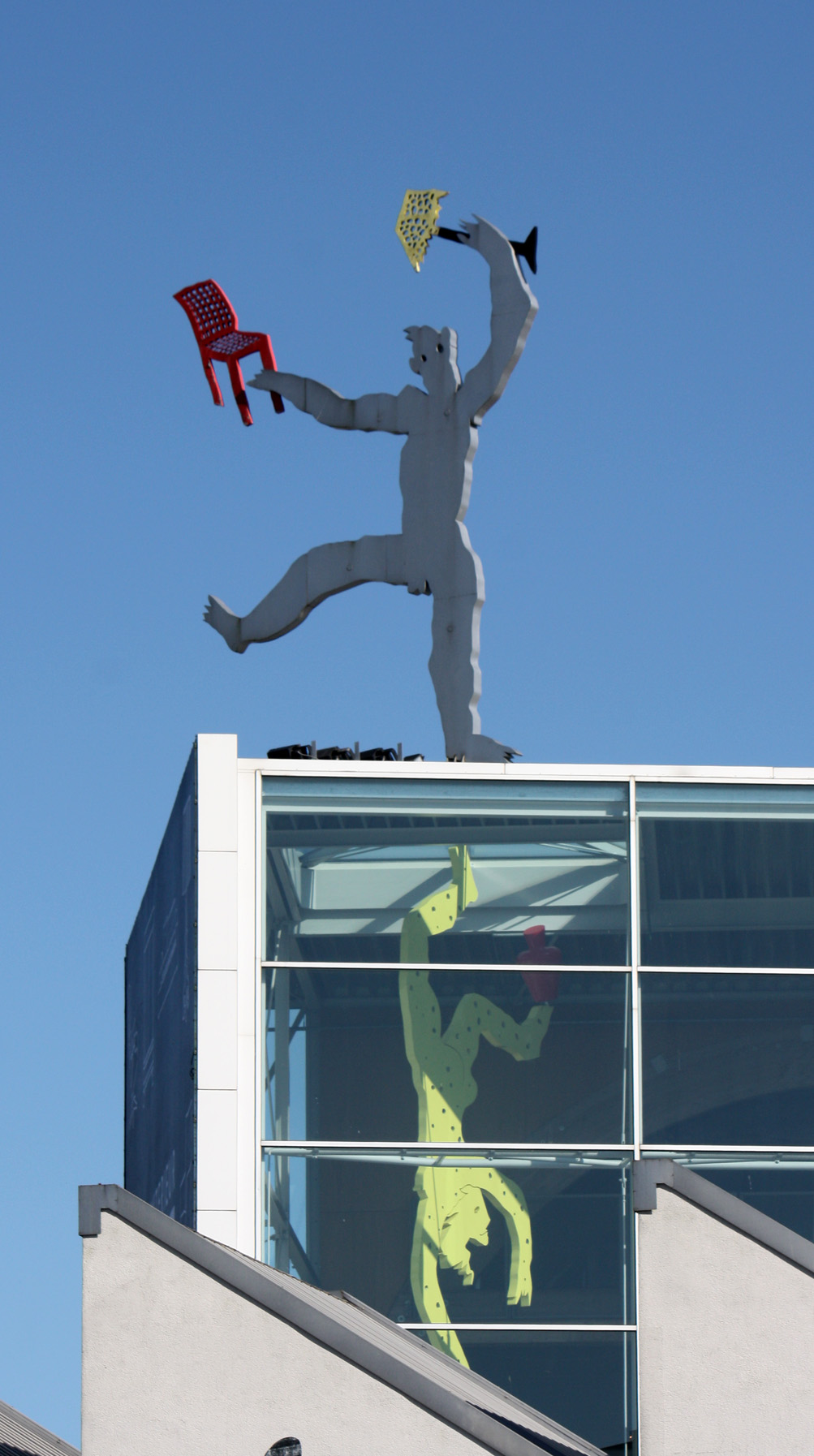
Sculpture sans titre à Groningue (Pays-Bas).

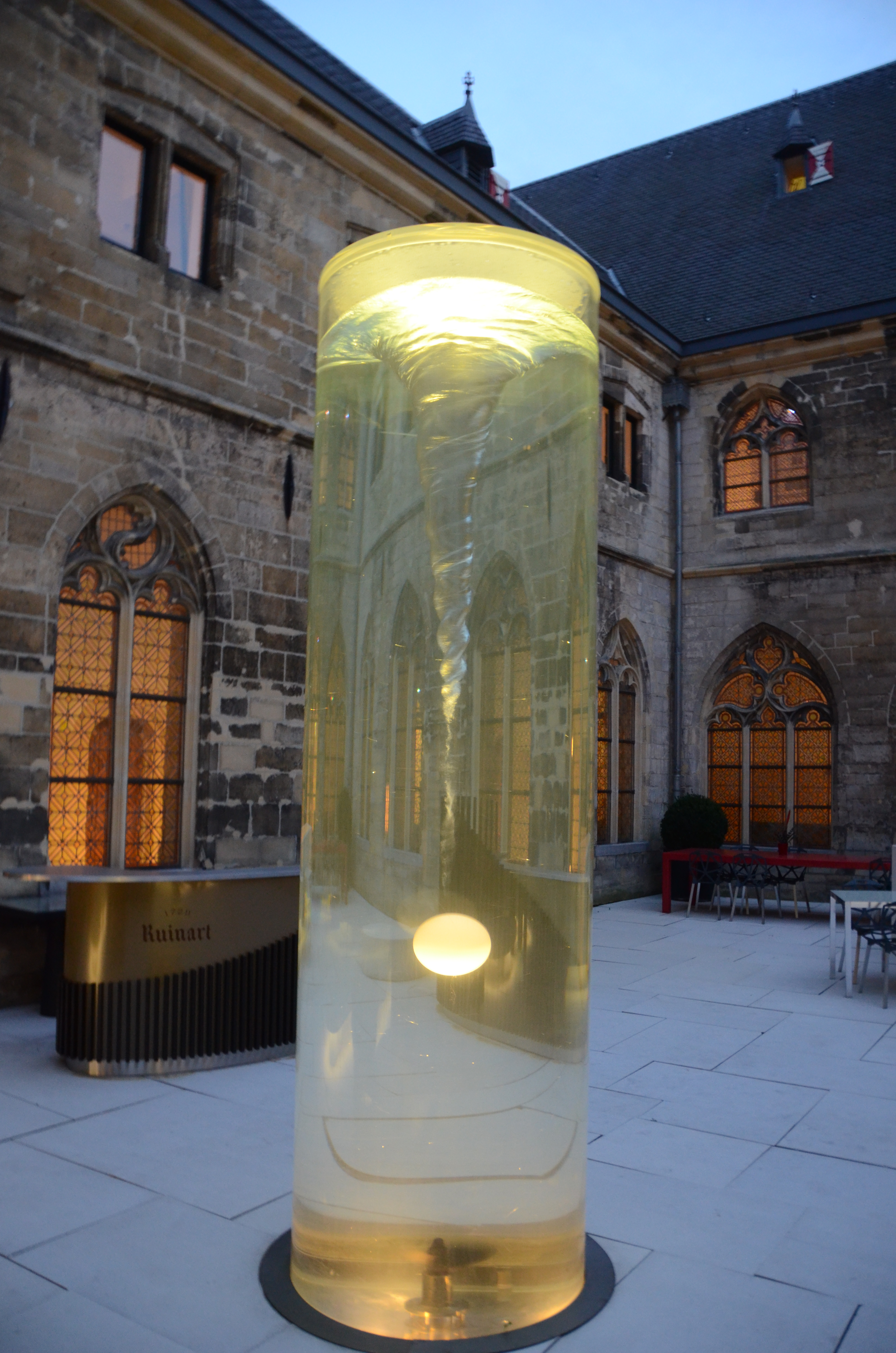
Sculpture lumineuse du Kruisherenhotel à Maastricht.

De 1954 à 1958, Ingo Maurer étudie les arts graphiques à Munich. Il part travailler quelques années à New York et en Californie, avant de fonder son atelier Design M à Munich en 1963 et de se consacrer au design d'ensembles lumineux.
Il crée des installations éphémères, entre autres une soirée nomade à la fondation Cartier à Paris, et permanentes, notamment la composition YaYaHo au centre Pompidou. Il participe à de nombreuses installations lumineuses à Paris, New York, Milan, Amsterdam...
Il est fait chevalier des Arts et des Lettres en 1986 et reçoit en 2000 le Lucky Strike Designer Award.
Ses créations se caractérisent par un style poétique, enchanteur et humoristique. Parfois simples comme la lampe Lucellino ou élaborées comme Delirium Yum, elles gardent toujours un grand pouvoir d'enchantement.
Ses créations font partie des collections de design des grands musées (MoMA, SFMOMA).

## Réalisations remarquables

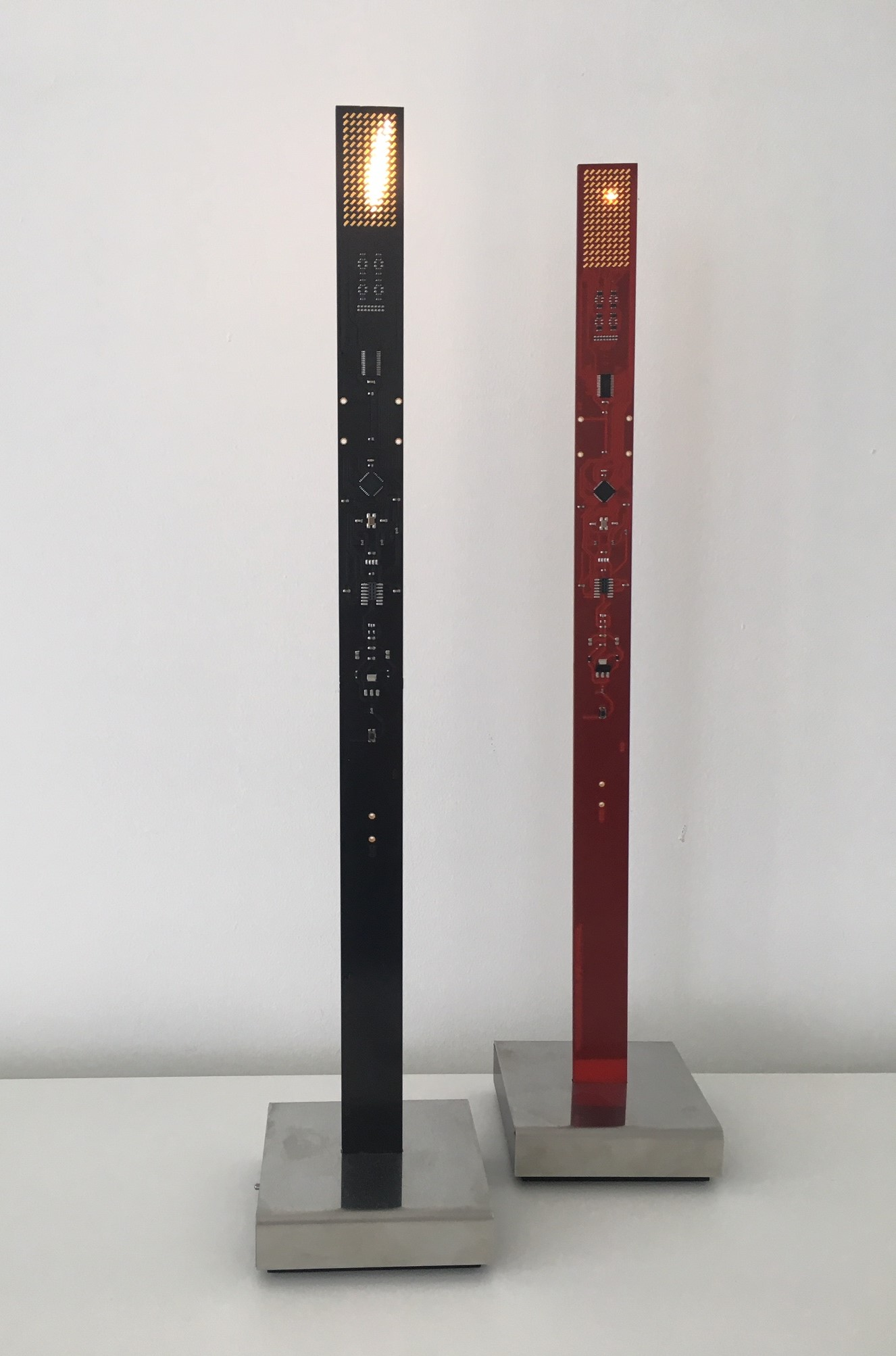
Luminaires My New Flame.

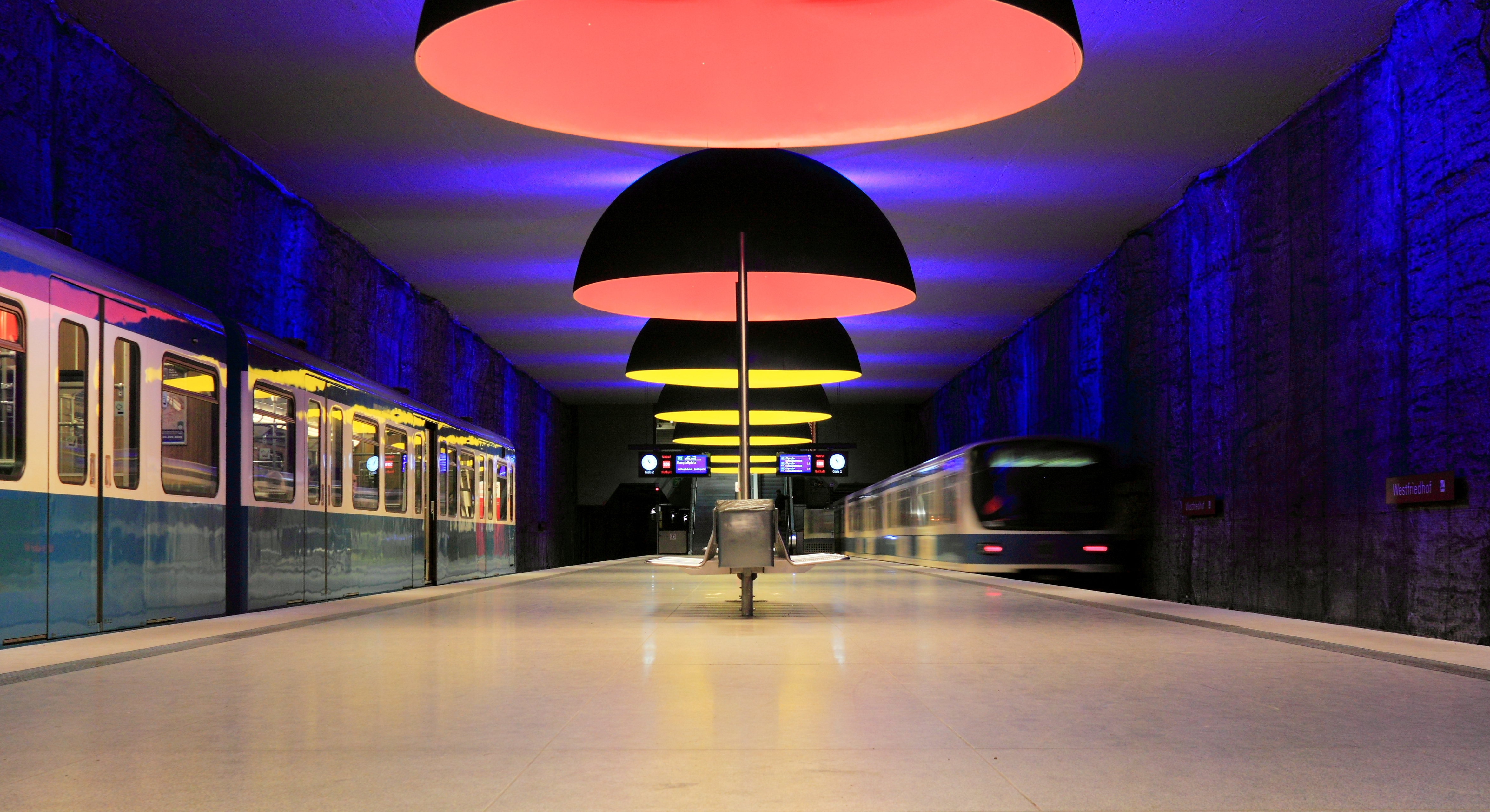
Éclairage de la U-Bahn-Station Westfriedhof du métro de Munich.
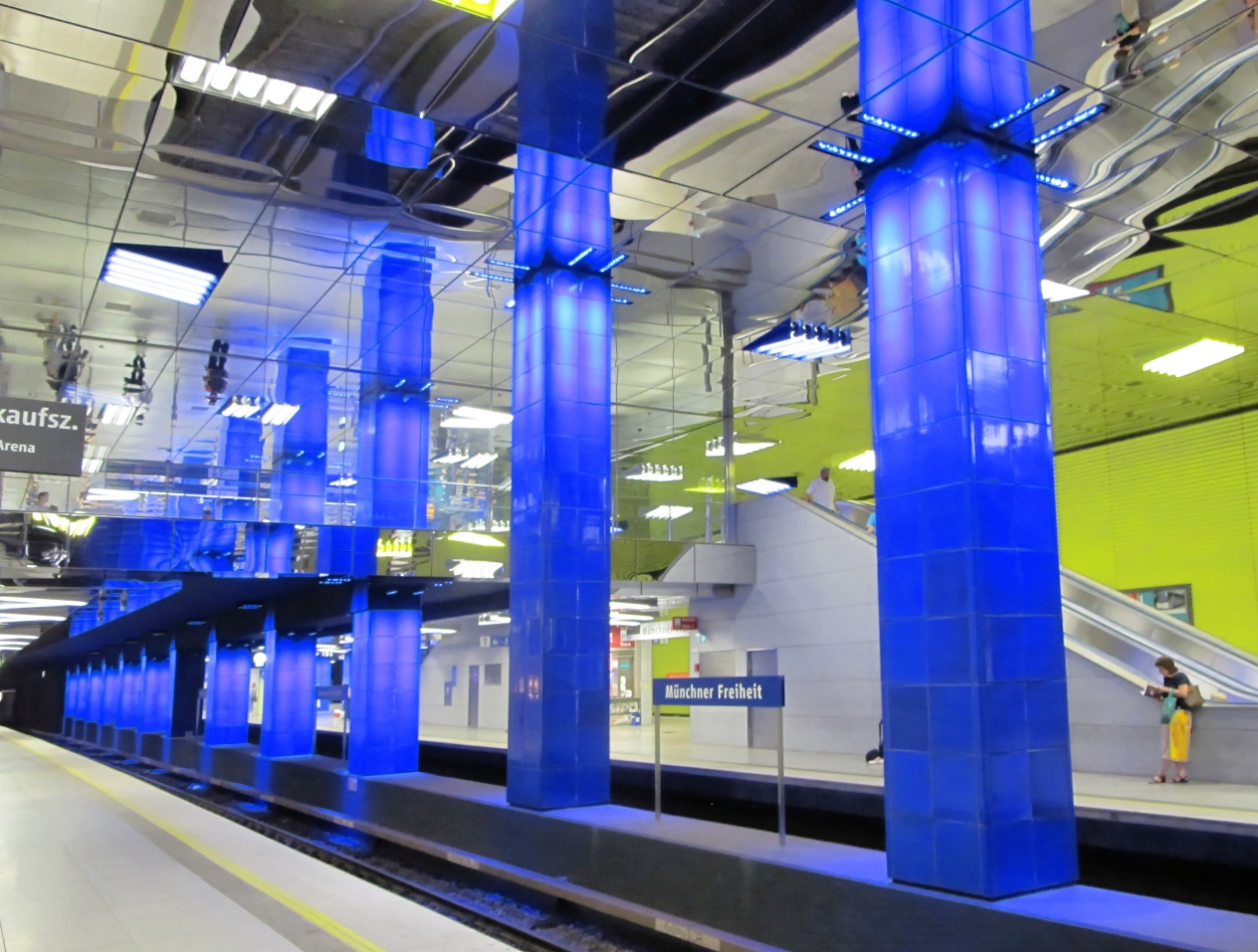

- Lampe de bureau Bulb (1966)
- Lampes à suspendre Yayaho (1984)
- Lampe de bureau Lucellino (1992)
- Lampadaire Zettel (1997)
- Lustre Birdie (2002)
- Comic Explosion (2010)